# جوائز فنون القتال المختلطة العالمية
جوائز فنون القتال المختلطة العالمية (بالإنجليزية: World MMA Awards)‏ هي عبارة عن جوائز تقدمها مجلة المقاتلون فقط لتكريم الأداء الاستثنائي في مختلف جوانب فنون القتال المختلطة. يتم منح الفائزين تمثالًا فضيًا للمقاتلين فقط.